# 季吉爾區

季吉爾區在堪察加邊疆區的位置

57°46′N 158°44′E / 57.767°N 158.733°E
季吉爾區（俄语：Тигильский район），是俄羅斯堪察加邊疆區科里亞克區下轄的一個區，位於堪察加半島，面積63,484平方公里，2010年人口7,307，人口密度每平方公里0.12人。